# 烏克蘭餃子

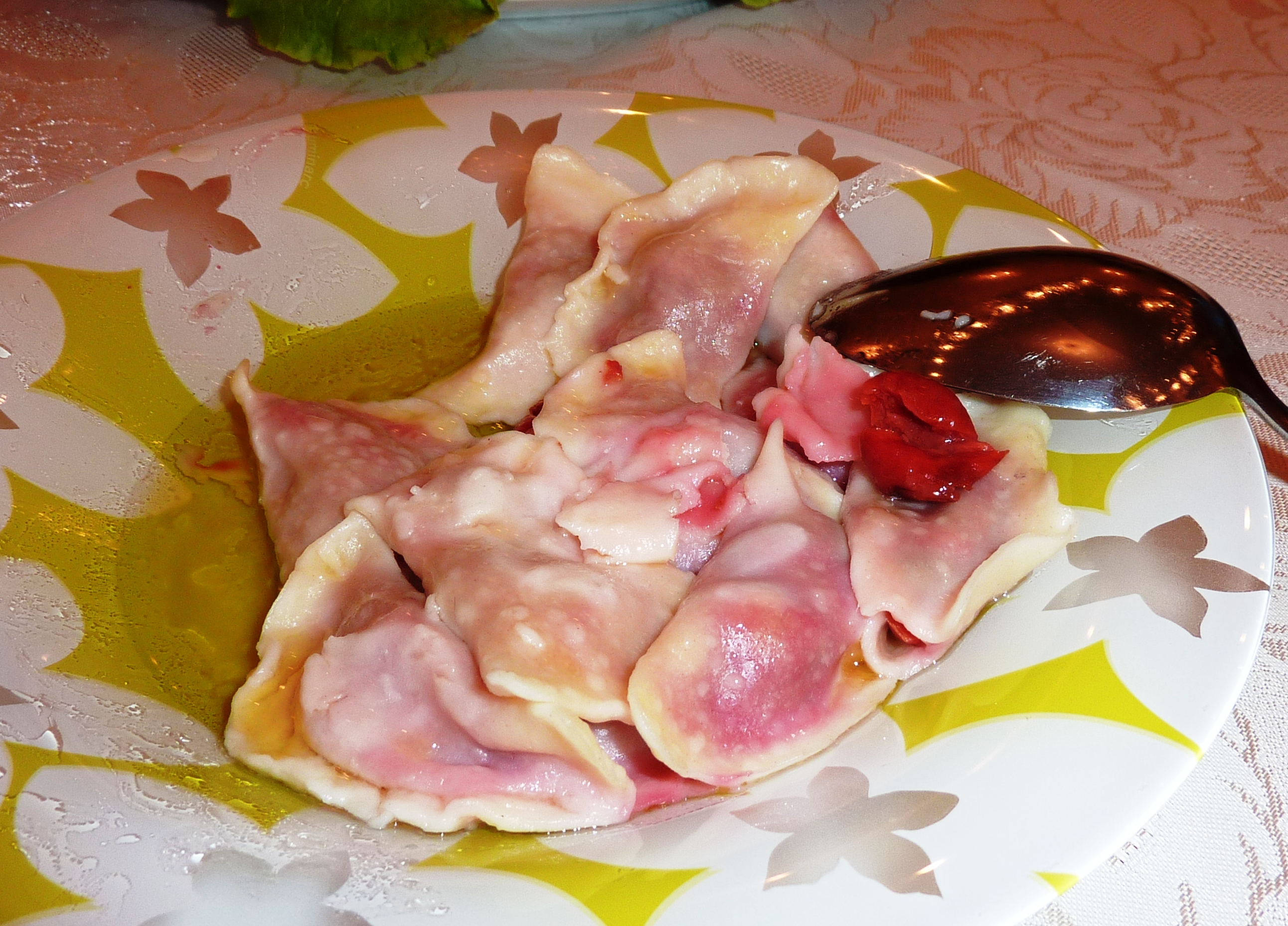
一份櫻桃餡餃子

烏克蘭餃子（烏克蘭語：варе́ник），也译甜馅饺子（唯餡料不一定是甜味），是一道烏克蘭國菜。
通常呈半圓形。餃子皮是未發酵的麵皮；餡料包括馬鈴薯、肉類、乾酪、蘑菇、德國酸菜，以至水果，再覆以油。以水煮熟（其詞根是「用水煮熟的」的意思），佐以酸奶油和糖，鹹餃子佐以炸薩洛粒、炸洋蔥或斯美塔那酸奶油。
在乌克兰以外，乌克兰饺子也被许多来自乌克兰的新移民带到了美国和加拿大，并在当地流行开来。